# Toroa dimerosporioides
Toroa dimerosporioides är en svampart som först beskrevs av Speg., och fick sitt nu gällande namn av Hans Sydow 1926. Toroa dimerosporioides ingår i släktet Toroa och familjen Pseudoperisporiaceae.   Inga underarter finns listade i Catalogue of Life.